# Ghana en los Juegos Olímpicos de Barcelona 1992
Ghana estuvo representada en los Juegos Olímpicos de Barcelona 1992 por un total de 37 deportistas que compitieron en 4 deportes.  

## Medallistas
El equipo olímpico ghanés obtuvo la siguiente medalla:
| Nombre | Deporte | Competición |
| ------ | ------- | ----------- |
| Bronce |         |             |
| Equipo | Fútbol  | Torneo M    |